# Pou (gra komputerowa)
Pou – gra na urządzenia mobilne typu free-to-play udostępniona 5 sierpnia 2012 na urządzenia z systemem Android i 26 listopada 2012 na urządzenia z systemem iOS. Za grę odpowiedzialne jest studio Zakeh. Gracz opiekuję się wirtualną postacią o imieniu „Pou”, którą należy karmić, myć i sprzątać po niej. Gra nie ma końca i nawet jeśli gracz nie będzie się zajmował postacią i tak nic się jej nie stanie.
W lutym 2023 roku gra została pobrana ponad 500 milionów razy w Google Play.